# Линия U7 (Берлин)
Линия U7 (нем. Linie U7) — самая длинная линия Берлинского метрополитена. Длина линии 31 760 метров. На линии расположены 40 станций. Эта линия не имеет наземного участка.
Линия открылась 19 апреля 1924 года, участок состоял из двух станций «Мерингдамм» и «Гнайзенауштрассе».
По линии ходят поезда серии F и H.

## Развитие
Линия развивалась в 12 участков.
| Участок                               | Дата открытия | Новых Станции | Длина участка |
| ------------------------------------- | ------------- | ------------- | ------------- |
| Мерингдамм — Гнайзенауштрассе         | 19.04.1924    | 2             | 0,7 км        |
| Гнайзенауштрассе — Зюдштерн           | 14.12.1924    | 1             | 0,9 км        |
| Зюдштерн — Карл-Маркс-Штрассе         | 11.04.1926    | 3             | 2,7 км        |
| Карл-Маркс-Штрассе — Гренцаллее       | 21.12.1930    | 2             | 1,5 км        |
| Гренцаллее — Бриц-Зюд                 | 28.09.1963    | 3             | 3,1 км        |
| Бриц-Зюд — Цвиккауэр-Дамм             | 02.01.1970    | 4             | 3,3 км        |
| Мерингдамм — Фербеллинер Плац         | 29.01.1971    | 8             | 6 км          |
| Цвиккауэр-Дамм — Рудов                | 01.07.1972    | 1             | 1,2 км        |
| Фербеллинер Плац — Рихард-Вагнер-Плац | 28.04.1978    | 5             | 3,1 км        |
| Рихард-Вагнер-Плац — Рордамм          | 01.10.1984    | 6             | 4,7 км        |
| Рордамм — Ратхаус Шпандау             | 01.10.1984    | 5             | 4,8 км        |

## Перспективные планы развития
Обсуждаются различные планы продолжения линии U7 в обоих направлениях.

### Продолжение на запад
С 1970-х годов в плане 200-километрового метрополитена было запланировано продление линии на запад, от нынешней конечной станции Ратхаус Шпандау в направлении Хеерштрассе Норд, через Вильгельмштадт. Со временем планировалось провести линию до Фалкенхагенер Фельд, где соединить её с линией U2. Текущий план развития включает продление ветки до Штаакена. В конце 2019 года Берлинский Сенат поручил проанализировать возможность продления линии U7 в направлении Хеерштрассе в 2020 году.

### Продолжение на юг к аэропорту
Также длительное время рассматривается возможность продление линии в южном направлении, к аэропорту Берлин-Бранденбург (BER). Предложения на этот счёт выдвигались с 2003 года, однако в связи с запуском экспресс-поездов и Берлинской городской электрички до аэропорта от них отказались.  
Сейчас предлагается постепенное продление линии: после закрытия зазора между станцией метро Рудов и остановкой городской электрички Шёнефельд линия может быть продолжена до терминала BER. Однако остаётся открытым вопрос финансирования проекта, так как большой участок пути предполагается проложить по территории земли Бранденбург.

В начале 2020 года были получены результаты технико-экономического обоснования проекта, в котором предлагалось продлить линию на 3,3 км от станции Рудов через Лиезелотте-Бергер-Плац и Шёнефельд-Норд до вокзала Шёнефельд. Расходы на сооружение тоннеля оценивались в 306,3 млн евро, из которых на долю Берлина пришлось бы 155 млн евро. Если проложить участок на поверхности, то расходы оцениваются в 272,6 млн евро, доля Берлина составляет 154,5 млн евро. В обоих случаях ожидаемый пассажиропоток составляет 20 000 человек в день. Такой же пассажиропоток ожидается и в случае продления линии всего на 1,4 км до Лиезелотте-Бергер-Плац. Оценка стоимости продления линии до аэропорта пока не проводилась.